# 波阿斯火山
波阿斯火山（Poás）是哥斯達黎加中部的活火山，自1828年火山爆發39次，近峰頂處有兩個火山口。北部的湖水pH值接近0，是全世界最酸性的湖泊之一。

## 外部連結
- Costa Rican Vulcanologic and Seismologic Observatory: Poás
- Poas Information （页面存档备份，存于）